# Jacqueline Cavalcanti
Jacqueline dos Santos Cavalcanti (Pirituba, 29 de agosto de 1997) es una artista marcial mixta portuguesa que compite en la división peso gallo femenino de Ultimate Fighting Championship (UFC).

## Carrera de artes marciales mixtas

### Carrera temprana
Cavalcanti comenzó su carrera profesional en MMA el 2 de junio de 2018, enfrentándose a Jackelin Casariego en Fight Company 5. Ganó esa pelea por nocaut técnico en el primer asalto.

### Ultimate Fighting Championship
Cavalcanti se enfrentó a Zarah Fairn el 2 de septiembre de 2023 en UFC Fight Night 226, reemplazando a Haily Cowan en la cartelera. Ganó la pelea por decisión unánime.
Cavalcanti se enfrentó a Josiane Nunes el 24 de agosto de 2024 en UFC on ESPN 62. Ganó la pelea por decisión dividida.
Cavalcanti se enfrentó a Nora Cornolle en una revancha el 28 de septiembre de 2024 en UFC Fight Night 243, reemplazando a Germaine de Randamie en la cartelera. Ganó la pelea por decisión dividida.
Cavalcanti estaba programado para enfrentar a Germaine de Randamie el 11 de enero de 2025 en UFC Fight Night 249. Sin embargo, de Randamie anunció su retiro y la pelea fue cancelada.
Cavalcanti se enfrentó a Julia Avila el 15 de febrero de 2025 en UFC Fight Night 251. Ganó la pelea por decisión unánime.

## Campeonatos y logros
- Legacy Fighting Alliance
  - Campeonato de peso gallo femenino de la LFA (una vez)

- Strikers Cage Championship
  - Campeonato de peso gallo femenino de la SCC (una vez)

## Récord en artes marciales mixtas
| Récord profesional | Récord profesional | Récord profesional |
| 10 peleas          | 9 victorias        | 1 derrota          |
| ------------------ | ------------------ | ------------------ |
| Nocaut             | 3                  | 0                  |
| Decisión           | 6                  | 1                  |

| Resultado | Récord | Oponente           | Método                 | Evento                                   | Fecha                    | Ronda | Tiempo | Localización           | Notas                                                                           |
| --------- | ------ | ------------------ | ---------------------- | ---------------------------------------- | ------------------------ | ----- | ------ | ---------------------- | ------------------------------------------------------------------------------- |
| Victoria  | 9–1    | Julia Avila        | Decisión (unánime)     | UFC Fight Night: Cannonier vs. Rodrigues | 15 de febrero de 2025    | 2     | 0:39   | Las Vegas, Nevada      |                                                                                 |
| Victoria  | 8–1    | Nora Cornolle      | Decisión (dividida)    | UFC Fight Night: Moicano vs. Saint Denis | 28 de septiembre de 2024 | 1     | 1:43   | París                  |                                                                                 |
| Victoria  | 7–1    | Josiane Nunes      | Decisión (dividida)    | UFC on ESPN: Cannonier vs. Borralho      | 24 de agosto de 2024     | 5     | 5:00   | Las Vegas, Nevada      |                                                                                 |
| Victoria  | 6–1    | Zarah Fairn        | Decisión (unánime)     | UFC Fight Night: Gane vs. Spivak         | 2 de septiembre de 2023  | 3     | 1:18   | París                  | Pelea de peso pactado (140 lb).                                                 |
| Victoria  | 5–1    | Melissa Croden     | Decisión (unánime)     | LFA 157                                  | 21 de abril de 2023      | 5     | 5:00   | Prior Lake, Minnesota  | Ganó el vacante Campeonato de Peso Gallo Femenino de LFA.                       |
| Victoria  | 4–1    | Nadja Milijancevic | TKO (codazos)          | SCC 12                                   | 26 de noviembre de 2022  | 2     | 4:00   | Santa Cruz de Tenerife | Debutó en peso gallo. Ganó el vacante Campeonato Femenino de Peso Gallo de SCC. |
| Victoria  | 3–1    | Yulia Kutsenko     | KO (rodillas y golpes) | UAE Warriors 30                          | 2 de julio de 2022       | 1     | 3:07   | Abu Dabi               | Pelea de peso pluma.                                                            |
| Derrota   | 2–1    | Martina Jindrová   | Decisión (dividida)    | PFL Challenger Series 3                  | 4 de marzo de 2022       | 3     | 5:00   | Orlando, Florida       | Debut en peso ligero.                                                           |
| Victoria  | 2–0    | Nora Cornolle      | Decisión (unánime)     | FFA Challenge 2                          | 10 de julio de 2021      | 3     | 5:00   | París                  |                                                                                 |
| Victoria  | 1–0    | Jackelin Casariego | KO (golpe)             | Fight Company 5                          | 2 de junio de 2018       | 1     | 3:12   | Quarteira              |                                                                                 |